# 野乃
野乃（のの、2001年7月27日 - ）は、日本のシンガー、ダンサー、女優。元Jewel（旧J☆Dee'Z）メンバー。東京都出身（出生地は大阪府寝屋川市）。東京ステップスアーツ、元ヴィジョンファクトリー研修生。A-Light所属。

## 出演

### テレビドラマ
- 増山超能力師事務所 第3話（2017年1月19日、読売テレビ）- 山本亜美 役

### 舞台
2016年
- Showtitle舞台第一弾「ミラクリ」（2016年5月13日 - 15日、新宿・THEATER BRATS） - ジェイディーズのメンバーとして
- Showtitle舞台第二弾「グリムド」（2016年7月26日 - 29日、新宿シアターモリエール） - ジェイディーズのメンバーとして

2022年
- LIVEDOG GIRLS「レディ・ア・ゴーゴー!!2022」（2022年12月16日 - 25日、中目黒キンケロ・シアター） - TeamWaffle 阿藤莉奈 役

2023年
- メイホリックシアター　朗読劇「にゃんとちゅまらぬ結末か」（2023年2月22日 - 2月26日、池袋・シアターグリーン　BOX in BOX THEATER） - みみずくさん 役　Wキャスト
- フライドBALL企画vol.52「MIANEYO」（2023年3月29日 - 4月2日、新宿THEATER BRATS［シアターブラッツ］） - キム・スンヨン 役　Bチーム
- MonkeyWors Vol.10「アビリティイレブン」（2023年5月31日 - 6月4日、シアターサンモール）

### ラジオトーク番組
- stand.fm「ラジオのら」[11]（レギュラー#38 #39 #43 #44 #57 #58 #61 #62 #72 #73 #78 #79 #84 #85）（ゲスト#29 #30）

### WEB CM
- タイムズのカーシェア「タイムズカー」[12](2022年02月04日)

### 企業ホームページ起用
- サンリオピューロランド[13]

### ミュージックビデオ
- シズクノメ「そんなんじゃダメだって」[14](2022年04月06日)
- osage「世明けの唄」[15](2022年07月17日)
- AVEST「恋は突然さ」[16](2022年12月17日)